# گیورگی تسخوربادزه
گیورگی تْسْخُوْرْبادزه (به گرجی: გიორგი ცხოვრებაძე؛ متولد ۲۳ فوریه ۱۹۹۹) یک کارآفرین و برنامه‌نویس رایانه گرجی است. او یکی از بنیانگذاران شرکت RehabGlove است و در حال حاضر به عنوان مدیر ارشد اجرایی این شرکت فعالیت می‌کند. او همچنین یکی از خالقان بازی ویدیویی محبوب Wild Ones Remake می‌باشد.

## اوایل زندگی
تسخوربادزه در سال ۲۰۰۹، هنگامی که تحصیلات خود را در مرکز فناوری اطلاعات "Mziuri" آغاز کرد، به برنامه‌نویسی رایانه معرفی شد. وی پس از ۳ سال مطالعه، به تنهایی به یادگیری زبانهای برنامه‌نویسی مانند سی شارپ و اکشن‌اسکریپت اکشن‌اسکریپت ادامه داد و قبل از پیوستن به تیم Stick Run در سال ۲۰۱۲ ایجاد بازی‌ها و برنامه‌های کاربردی برای سیستم عامل بادا را آغاز کرد. تسخوربادزه در سال ۲۰۱۶ از دبیرستان فیزیک و ریاضیات کوماروی در تفلیس فارغ‌التحصیل شد

## حرفه

### بازی‌های ویدیویی

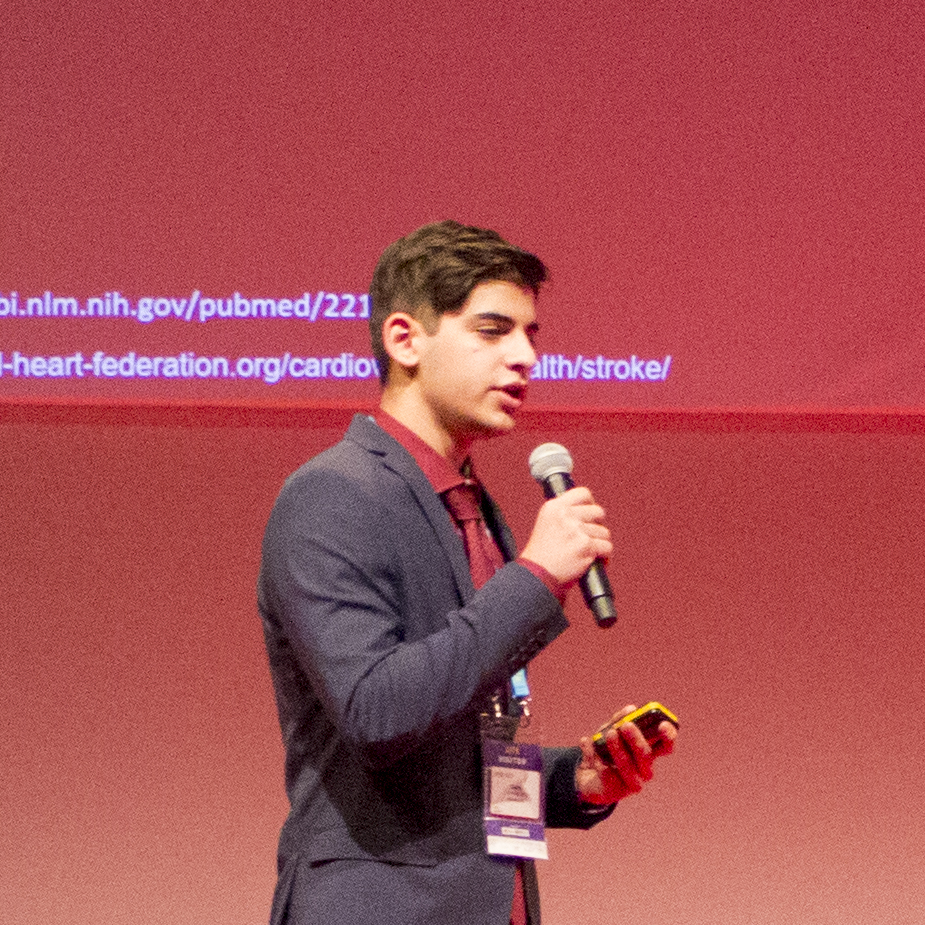
تسخوربادزه در همایش جهانی گوشی همراه درحال معرفی RehabGlove

در سال ۲۰۱۲، تسخوربادزه به همراه چند نفر دیگر بازی محبوب آنلاین Stick Run را طراحی کردند که اکنون بیش از ۵۰ میلیون مخاطب دارد. وی پس از ترک این تیم، به فعالیت خود ادامه داد و دو بازی Fly و Smash را که دارای نیم میلیون بازیکن و بیش از ۴۰۰٬۰۰۰ لایک بود را طراحی کرد.
در سال ۲۰۱۶، تسخوربادزه به همراه دو برنامه‌نویس تونسی، یک بازی ویدیویی به نام Wild Ones که درسال ۲۰۰۹ منتشر شده و در سال ۲۰۱۳ به کار خود پایان داده بود را بازسازی کردند و نام آن را Wild Ones Remake گذاشتند که به سرعت مورد توجه علاقه‌مندان قرار گرفت. بازی Wild Ones Remake بیش از یک میلیون مخاطب دارد و اکنون در دسته بازی‌های ویدیویی با نقش آفرینی برتر فیس بوک قرار گرفته‌است.

### RehabGlove
گیورگی تسخوربادزه مدیر ارشد اجرایی شرکت RehabGlove است. تسخوربادزه در سال ۲۰۱۶ این شرکت را به همراه برادرش دیمیتری تسخوربادزه تأسیس کرد. پس از تأسیس، شرکت RehabGlove چندین جایزه و تقدیر از طرف شرکت‌هایی مانند مایکروسافت و Seedstars دریافت کرده‌است.